# Otto Hooff
Otto Hooff (ur. 29 marca 1881 w Berlinie, zm. 21 grudnia 1960 w Bremerhaven) – niemiecki skoczek do wody, uczestnik igrzysk olimpijskich w 1904 w Saint Louis.

## Kariera sportowa
Podczas igrzysk olimpijskich w 1904 zajął ostatnie 5. miejsce w  skokach do wody z trampoliny.
Był mistrzem Europy w skokach w trampoliny w latach 1894, 1989, 1899, 1900, 1904, 1905 i 1906.